# Klášter Clairefontaine
Klášter Clairefontaine (lat. Clara Fons znamemná Jasný pramen) jsou ruiny bývalého ženského kláštera cisterciaček ve Valonsku, v belgické provincii Lucemburk, vzdálené 4 km od města Arlon, k němuž administrativně patří, a 3 km od města Eischen.

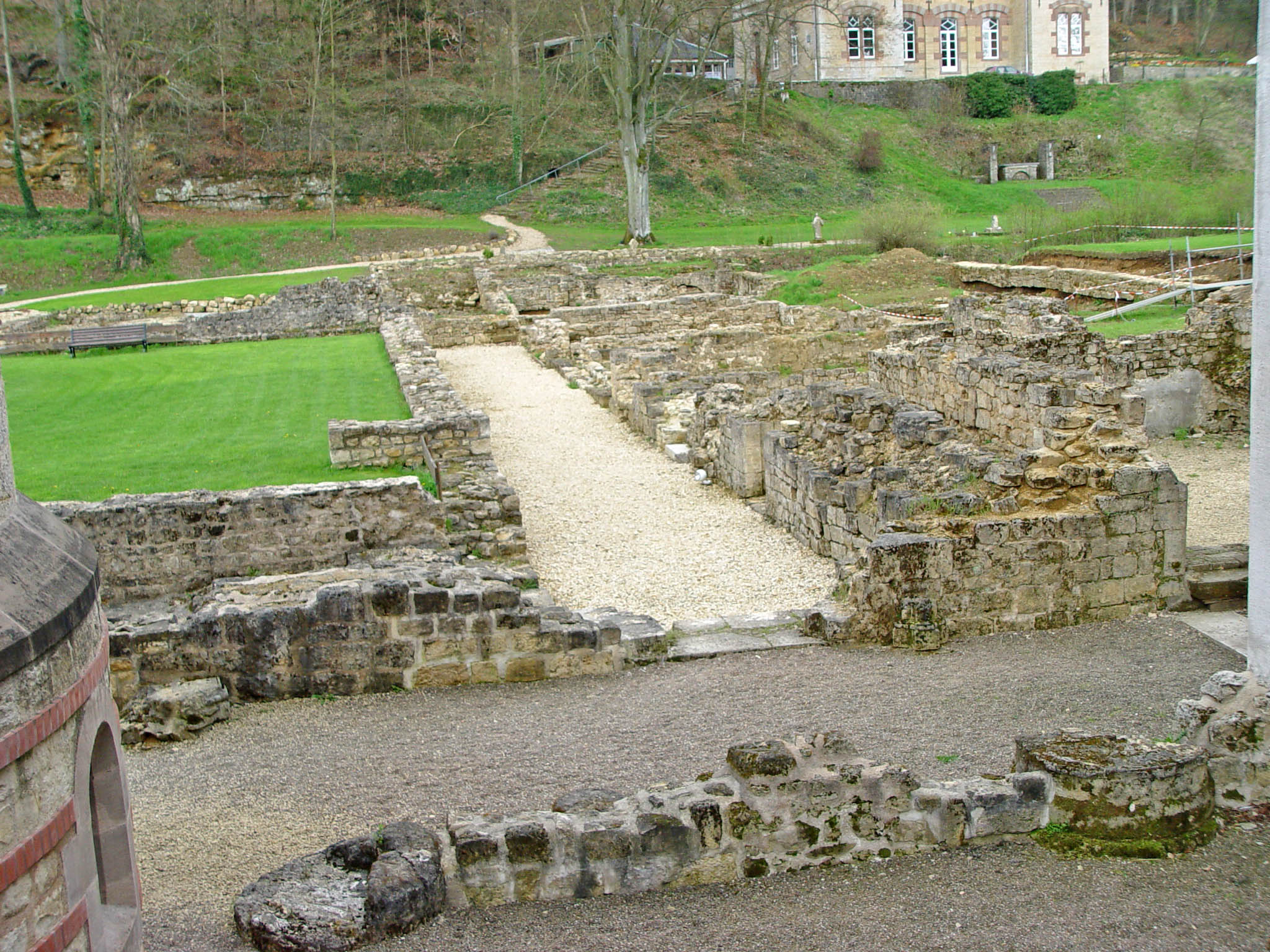
Základy křížové chodby a refektáře

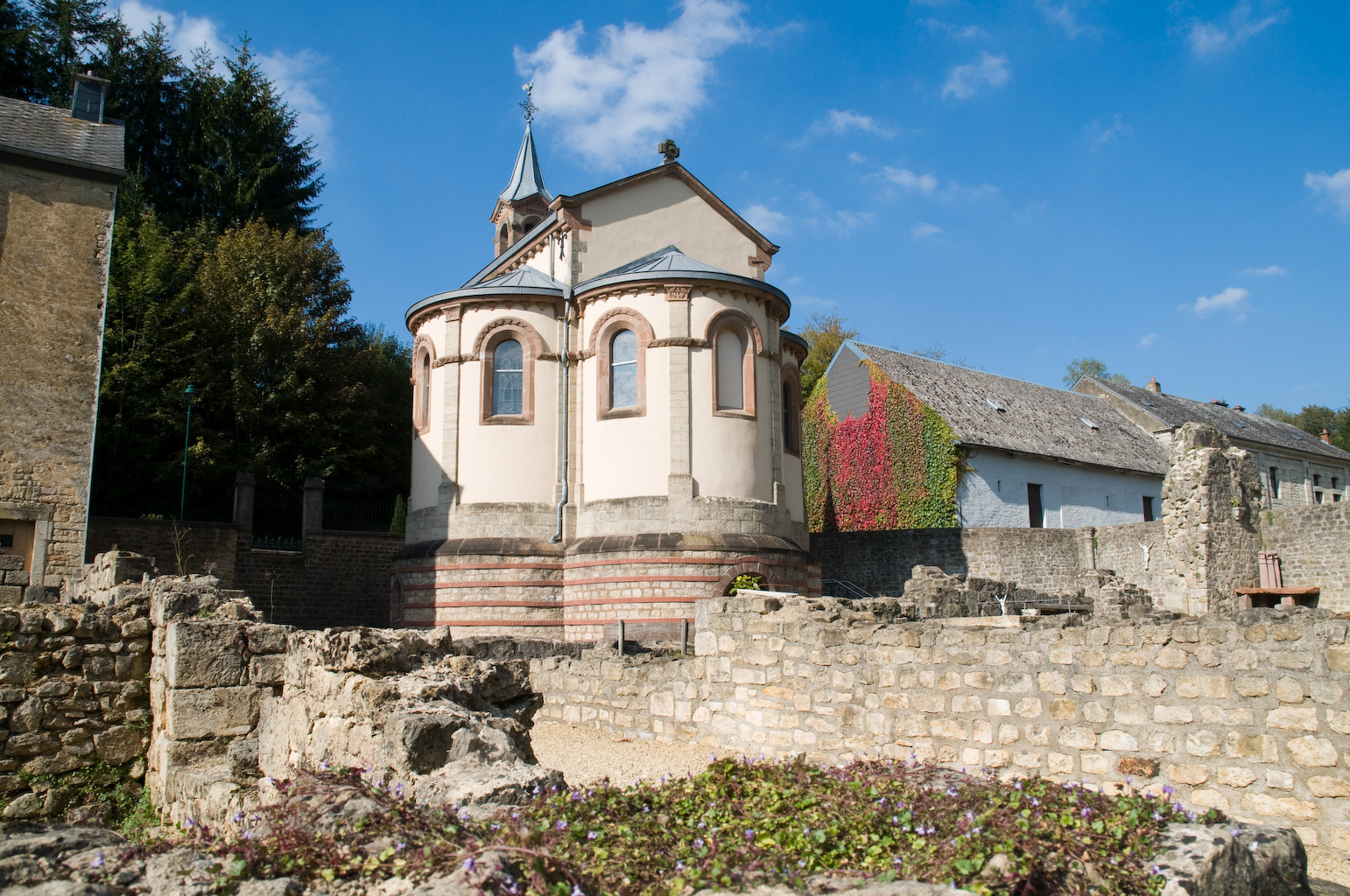
Kaple s hrobem Ermesindy z roku 1875 na jižní straně ruin kláštera

## Historie
Klášter byl cisterciáckou fundaci z roku 1247, jež byla zamýšlena i jako nekropole lucemburských hrabat. Jeho zakladatelka Ermesinda (1188-1247) byl považována za zakladatelku (prabábu) rodu Lucemburků. K založení se odhodlala až na prahu smrti, kdy byla dvojnásobnou vdovou a matkou čtř dospělých dětí. K založení kláštera ji údajně přivedlo zjevení Panny Marie, která  určila také místo, kde pro ni klášter má být postaven. Založení kláštera hraběnka potvrdila svým testamentem, stejně jako přání, aby v něm byla pohřbena. Její ostatky i s pozůstatky sarkofágu byly v 19. století nalezeny a jejich pravost potvrzena antropologickým průzkumem
Údolí bylo osídleno již od římských dob a jeho panským centrem byl hrad Bardenbourg, kde hraběnka Ermesinda také pobývala. Návštěvou na něm bylo několik významných osobností, například papež Evžen III., který se tam v roce 1147 zastavil  na cestě z Remeše do Trevíru se skupinou 18 kardinálů. V papežově doprovodu byl pozdější světec, Bernard z Clairvaux, který podle legendy nabral vodu z pramene nedaleko hradu a požehnal jí nemocnému, který se pak zázračně uzdravil. Odtud byl odvozován původ jména kláštera „Clairefontaine“. O vodě se dosud říká, že má léčivé vlastnosti.
Ermesinda zemřela v únoru 1247, takže opatství dal postavit její syn Jindřich V. Blondýn. Písemně se existence kláštera poprvé uvádí k roku 1250.
Klášter byl činný až do francouzské revoluce, kdy byli roku 1794 nuceni řeholníci klášter opustit a budovy údajně zničili francouzští revolucionáři. Pravděpodobnějším důvodem zruinování staveb byl fakt, že obyvatelé z okolních vsí potřebovali kámen ke stavbě svých domů.
Kolem roku 1875 postavili jezuité z Arlonu na místě starého opatství novou kapli.
Hraběnka Ermesinda v ní má mramorový novogotický sarkofág, do něhož byly přeneseny ostatky z původního hrobu. 